# The Night Before Christmas
The Night Before Christmas is een Amerikaanse korte kerstfilm uit 1905. De film is geregisseerd door Edwin S. Porter, naar het gedicht van Clement Moore. De film bevindt zich in het publiek domein.

## Plot
Het is de avond voor Kerstmis. De Kerstman is bezig zijn rendieren te voeren. 

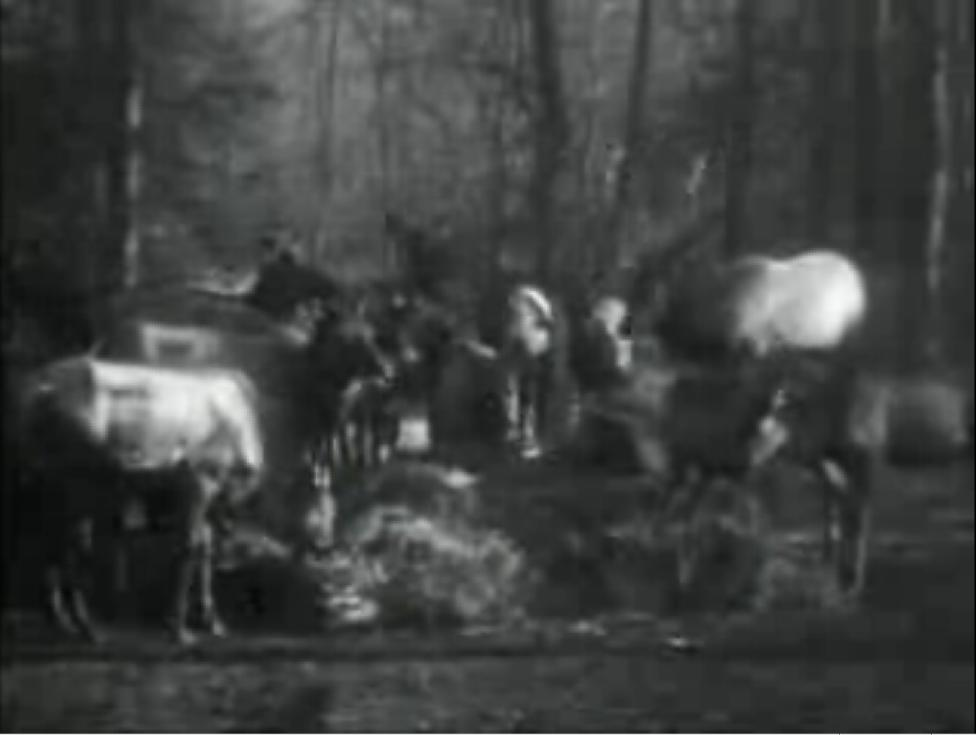
De rendieren worden gevoerd.

Dan gaat hij naar zijn werkplaats om de laatste cadeaus op te halen. Ondertussen zien we een groot gezin, waarin de kinderen maar niet kunnen slapen van de spanning. Daarom houden ze een kussengevecht. De Kerstman spant zijn rendieren voor zijn arrenslee en vliegt zijn kasteel uit. Hij komt terecht op het dak van het gezin. Hij gaat via de schoorsteen naar beneden. Hij vult de sokken van de familie met cadeaus, en legt ook cadeaus neer onder de boom. De volgende ochtend komt de familie naar beneden, om blij de cadeaus uit te pakken.

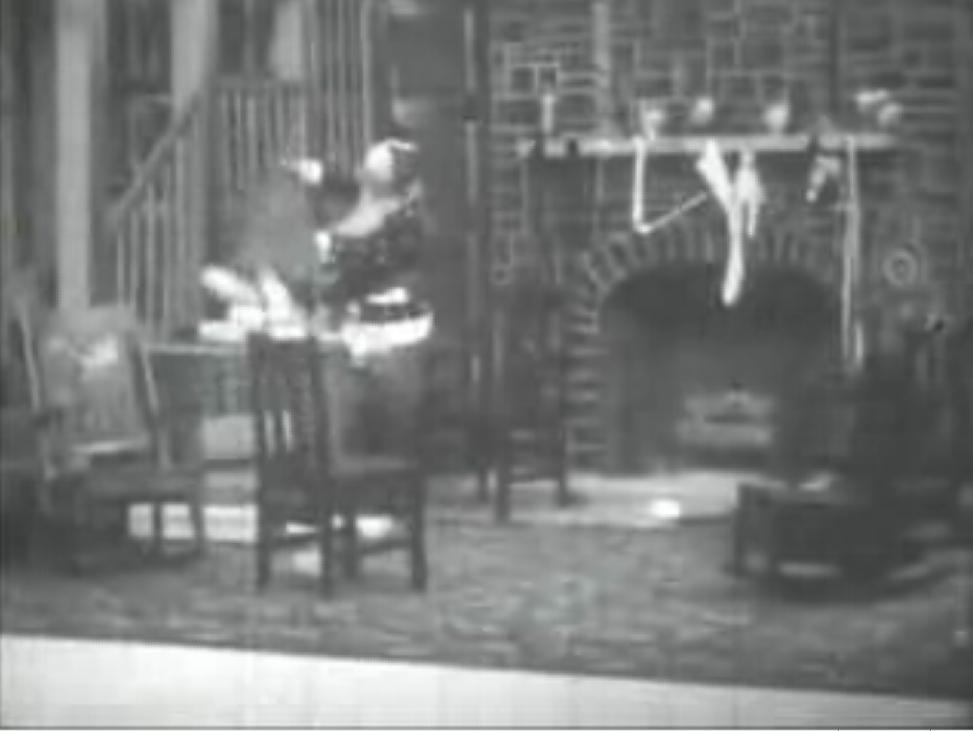
De Kerstman in het huis van de familie

## Trivia
- Naar deze film wordt verwezen in de film A Hollywood Christmas (1996).